# Mont Isarog
Le mont Isarog est un volcan des Philippines situé sur l'île de Luçon et culminant à 1 966 mètres d'altitude.
Il se situe au centre du parc national du mont Isarog.